# Schreckenberg (Familienname)
Schreckenberg ist ein deutscher Familienname.

## Herkunft und Bedeutung
Etymologie:
Hausname oder Toponym, z. B. nach dem Dorf-Ortsteil Schreckenberg von Ruppichteroth im Rhein-Sieg-Kreis

## Verbreitung
Häufigstes prozentuales Vorkommen des Familiennamens „Schreckenberg“ in Deutschland:
- Nordrhein-Westfalen:
  - (etwa 2/3 % aller „Schreckenberg“ in Deutschland)
  - jeweils mehr als 100 Telefonbuch-Einträge in: Hochsauerlandkreis, Rhein-Sieg-Kreis, Paderborn und Hagen
  - weitere Ballungen im Rheinland, im Ruhrgebiet und in Ostwestfalen
- Brandenburg: Landkreis Barnim
- Berlin
- Bremen
- Hamburg
- Hessen:
  - Waldeck-Frankenberg, Kassel, Darmstadt, Gießen, Wetterau
- Bayern:
  - München, Rosenheim, Augsburg, Nürnberg
- Baden-Württemberg:
  - Böblingen, Tübingen, Ludwigsburg
- Niedersachsen
  - Holzminden, Vechta, Delmenhorst, Wolfsburg, Hildesheim, Rotenburg (Wümme), Oldenburg, Wesermarsch, Helmstedt
- Saarland
- Schleswig-Holstein:
  - Lübeck, Ostholstein, Rendsburg, Steinburg, Stormarn

## Varianten
- Schreckenbergs
- Schreckenberger

## Namensträger
- Heinz Schreckenberg (1928–2017), deutscher Historiker und Judaist
- Michael Schreckenberg (Physiker) (* 1956),  deutscher Physiker und Hochschullehrer
- Michael Schreckenberg (Autor) (* 1971), deutscher Schriftsteller
- Wilhelm Schreckenberg (1925–2006), deutscher Historiker und Pädagoge